# Herbert Petzold (Jurist)
Herbert Petzold (* 17. Mai 1935) ist ein deutscher Rechtswissenschaftler. Er war Kanzler des Europäischen Gerichtshofes für Menschenrechte.
Nach dem Studium der Rechtswissenschaften in Göttingen, Berlin, Paris und Straßburg promovierte er 1966 an der Juristischen Fakultät der Universität Göttingen zum Doktor der Rechte mit einer Arbeit über „Die Gewaltenteilung in den europäischen Gemeinschaften“. Ab 1967 war er beim Europarat beschäftigt. 1975 wurde er erstmals zum Vizekanzler des Europäischen Gerichtshofes für Menschenrechte gewählt und 1982 und 1989 in diesem Amte bestätigt. 1994 erfolgte die Wahl zum Kanzler des Gerichtshofes. Nach seinem altersbedingten Ausscheiden aus dieser Funktion am 31. Oktober 1998 wirkte Petzold noch einige Zeit als Conseiller spécial des Präsidenten des Gerichtshofes bei der Umsetzung des 11. Zusatzprotokolles zur Europäischen Menschenrechtskonvention mit.
Nebenberuflich lehrt Petzold an zahlreichen in- und ausländischen Hochschulen auf dem Gebiet des Völkerrechtes, insbesondere des internationalen Menschenrechtsschutzes. Er ist unter anderem Honorarprofessor an der Universität des Saarlandes in Saarbrücken und Lehrbeauftragter an der Deutschen Hochschule für Verwaltungswissenschaften in Speyer.
Petzold veröffentlichte zahlreiche wissenschaftliche Beiträge zum internationalen Menschenrechtsschutz, insbesondere in der Neuen Juristischen Wochenschrift. Er gilt in Deutschland als einer der profundesten Kenner des Rechtes der Europäischen Menschenrechtskonvention.

## Auszeichnungen
- 2001: Hochschulmedaille
- 2002: Großes Bundesverdienstkreuz